# Sächsische Volkssagen
Sächsische Volkssagen war eine Publikationsreihe der Bezirksleitung Karl-Marx-Stadt des Kulturbundes der DDR und des aus ihr 1990 hervorgegangenen  Kulturbund e.V., Chemnitz, die insgesamt vier Hefte umfasste.

## Geschichte der Reihe
Zu Beginn der 1980er Jahre wurde im DDR-Bezirk Karl-Marx-Stadt der Arbeitskreis „Sächsische Volkssagen“ beim Kulturbund der DDR gegründet, dessen Leiter der Volkswirt Dietmar Werner (* 1938) aus Karl-Marx-Stadt war. Dieser Bezirksarbeitskreis bemühte sich um die Erhaltung und Pflege des Sagenschatzes Sachsens, beginnend mit dem Bezirk Karl-Marx-Stadt.  Ergebnis waren mehrere Broschüren, mit denen interessierten Bevölkerungskreisen ausgewählte sächsische Sagen in weitgehend geschlossenen Darstellungen zugängig gemacht werden sollten. Die Bezirksleitung des Kulturbundes betonte, dass damit gleichzeitig „ein Beitrag zum Verständnis und Fühlens vor allem des werktätigen Volkes in den vorsozialistischen Produktionsweisen, ihrer moralischen Auffassungen und Wertungen geleistet werden.“
Die Hefte erschienen als Broschüren im Umfang zwischen 80 und 96 Seiten. Die Hefte wurden in den Druckwerkstätten Stollberg VOB hergestellt. Die Klischees der ersten drei Hefte stammten vom Druckhaus Karl-Marx-Stadt. Eine Fortsetzung der Reihe durch einen fünften Band mit den Sagen des Kreises Schwarzenberg war geplant. Das von Jörg Brückner erarbeitete Manuskript war bereits abgeschlossen, gelangte aber nicht mehr zum Druck.

## Einzelpublikationen
- Teil 1: Die Sagen aus dem alten Chemnitz und seiner Umgebung, bearbeitet von Dietmar Werner, Illustrationen von Detlef Carsten. Kulturbund der DDR, Bezirksleitung Karl-Marx-Stadt, Karl-Marx-Stadt 1981.
- Teil 2: Sagen aus dem Kreis Annaberg, bearbeitet von Kurt Fischer, Illustrationen von Detlef Carsten. Kulturbund der DDR, Bezirksleitung Karl-Marx-Stadt, Karl-Marx-Stadt 1985.
- Teil 3: Von Freiberger Bauerhasen und anderen Sagen aus dem Gebiet zwischen der Freiberger Mulde und den beiden Striegistälern, bearbeitet von Werner Lauterbach, Illustrationen Manfred Gottschall. Kulturbund der DDR, Bezirksleitung Karl-Marx-Stadt, Karl-Marx-Stadt 1986.
- Teil 4: Von den Moosleutchen und andere Sagen aus dem Kreis Auerbach und angrenzenden Orten, bearbeitet von Hilmar Jantke, Illustrationen von Margit Lowke, Kulturbund e. V., Chemnitz, Chemnitz [1990].

## Ähnlicher Titel
Unter ähnlichem Titel erschien 2009 der Band Sächsische Volkssagen 1863–1868, bearbeitet von Robert Wolfram, im Verlag von Harald Rockstuhl in Bad Langensalza.